# 光電耦合元件

LED與光電耦合元件的概要圖，左邊是光源（LED），中間是阻隔介質，右邊是感測器（光電晶體）

光電耦合元件是以光（含可見光、紅外線等）作為媒介來傳輸電信號的一組裝置，其功能是平時讓輸入電路及輸出電路之間隔離，在需要時可以使電信號通過隔離層的傳送方式。光電耦合元件（英語：optical coupler），亦稱光耦合器、光隔離器以及光電隔離器，簡稱光耦。
光電耦合元件可以在二個不共地的電路之間傳遞信號，二電路之間即使有高壓也不會影響。商用的光電耦合元件其輸入對輸出的耐壓可以到10 kV，而電壓變化率可以快到10 kV/μs。
光電耦合元件可分為與兩種，都是由光發射器和光偵測器組成。光發射器和光偵測器通常會整合到同一個封裝，但它們之間除了光束之外不會有任何電氣或實體連接。
常見的光電耦合元件是將發光二極體（LED）及光電晶體（LED）放在一個不透明的封裝中。其他的組合有LED-光电二极管、LED-LASCR及燈泡-光敏电阻。光電耦合元件一般會傳遞信号，但配合一些技術，也可以用光電耦合元件傳送信号。
光電耦合元件廣泛用於電氣隔離、電平轉換、驅動電路及工業通訊中，但因為寄生輸入輸出電容問題，其共模瞬變抑制（Common-Mode Transient Immunity）能力較弱，此外，其速度受限、光電耦合元件的功耗較高，以及元件容易老化都是其問題。

## 歷史
用光學方式耦合固態光發射器及半導體感測器的想法是在1963由Akmenkalns等人提出（US patent 3,417,249）。光敏電阻為基礎的光電耦合元件在1968年問世，其速度慢，但是是最線性隔離元件，在音樂及音響產業中仍有其利基市場。LED技術在1968–1970年的商品化，使得光電工程大幅成長，在1970年代末各種主要的光電耦合元件均已開發出來。光電耦合元件的主力是雙極性的矽光晶體感測器，可以達到足夠的的傳輸速度，足以用在像腦電圖之類的應用上，目前最快的光電耦合元件是利用光導模式的PIN型二极管。

## 原理
光耦合器一般由三部分組成：光的發射、光的接收及信號放大。
輸入的電信號驅動光發射源，使之發光，被光探測器接收而產生光電流，再經過進一步放大後輸出。這就完成了電—光—電的轉換，從而起到輸入、輸出、隔離的作用。由於光耦合器輸入輸出間互相隔離，因而具有良好的電絕緣能力和抗干擾能力。又由於光耦合器的輸入端屬於電流型工作的低阻元件，具有很強的共模抑制能力。所以，它在長線傳輸資訊中作為終端隔離元件可以大大提高信噪比。在電腦數位通信及即時控制中作為信號隔離的介面器件，可以大大增加其工作之可靠性。
光耦合器的光發射源一般會是紅外線的發光二極體，將電能轉換為特定波長的光，在發射源及接收器之間會有封閉式的光通道（也稱為電介質通道），接收器是光感測器，感測特定波長的光，可能直接轉換成電能量，也可能由此信號調變外部電源提供的電流。接收器可以是光敏电阻、光电二极管、光電晶體、可控矽整流器（SCR）或TRIAC。發光二極體除了發射光之外，也可以作為光感測元件，因此可以用發光二極體作光感測元件，即為對稱性雙向光耦合器。光耦合的固態繼電器其中由有光电二极管的光耦合器來驅動功率開關，一般是一對互補的MOSFET。開槽光學開關包括光發射源及接收器，但其光通道有開口，若其他物體擋住開口，使光無法通過，則接收器產生的信號也會隨之變化。

## 電氣隔離

標準雙列直插封裝中光電耦合元件，平面（上方）及矽圓頂（下方）配置的截面圖。LED（紅色）和感測器（綠色）的大小都比實際大小要大

電子零件、電氣信號及電源線都會受到閃電、靜電放電、電磁干擾、切換脈波及電源擾動所產生的電壓所影響。遠方閃電可以感應大到10kV的電壓，是許多電子元件耐壓的一千倍。電路也可以透過設計方式連接高電壓，此時就需要安全而可靠的裝置連接高電壓及低電壓的元件。。
光電耦合元件的主要功能之一是要阻隔高電壓以及電壓暫態，不讓這些電路中的電壓暫態影響電路的其他部份。以往這類的機能會由隔離變壓器實現，利用電感耦合讓電流隔離的輸入及輸出端可以傳遞訊號。變壓器及光電耦合元件是僅有二種提供加強保護的功能，同時保護設備以及使用這些設備的人員。這些設備在物理上只有單一的隔離層，但提供的保護相當於IEC電器等級中，具有雙重隔離的Ⅱ類電器。光電耦合元件的安全性、測試及承認受到各國以及國際性標準的規範：IEC 60747-5-2，歐洲電工標準化委員會 60747-5-2、UL 1577及CSA Component Acceptance Notice #5等。製造商發行的光電耦合元件規格至少需符合其中一項法規標準。
光電耦合元件透過由輸入信號調變的光束連接輸入端及輸出端，會將有用的輸入信息轉換為光，讓光通過介電質，送到接收端再轉換為電氣訊號。變壓器的本質可以雙向傳遞能量，而且轉換效率很高，而光電耦合元件和變壓器不同，光電耦合元件多半只允許單向的信號轉換（不過也有例外，參考雙向光耦合器），而且不能轉換功率。一般光電耦合元件不轉換能量，只能提供信號，用信號將輸出側能量調變後再輸出。光電耦合元件可以轉換直流或是緩慢變化的信號，在輸入及輸出側不需要阻抗匹配。變壓器及光電耦合元件都可以破壞不希望出現的接地迴路，接地迴路是在工業上及電氣設備中常見的情形，會因為接地線造成大電流或是雜訊電流。
光電耦合元件的實體配置和其隔離電壓的規格有關。若耐壓在數kV以下，一般會用平面（或是三明治）的架構。感測器晶粒會直接安裝在其封裝（多半是6引腳或是4引腳的雙列直插封裝）的導線架上。感測器晶粒上方會包覆一層玻璃或是透明塑膠。LED會在上方往下發光，減少光的損失，感測器的吸收頻譜需要符合LED的輸出頻譜，多半都在近紅外線的範圍。光通道會在可承容击穿电压而不會破壞的條件下，作的越薄越好。例如，若短時間的電壓要耐到3.75 kV，且要承受電壓變化率1 kV/μs的電壓，AvagoASSR-300的透明聚酰亚胺層只有0.08 mm厚。平面組件的击穿电压會和光通道層的厚度、以及連接晶粒和引腳的接合線的組態有關。真正在電路中的絕緣電壓會因為印刷电路板及包裝表面的爬電距離有關。安全的設計準則會要求和裸金屬導體至少要有25 mm/kV的距離，和塗層導體的最小距離則是8.3 mm/kV。
若是耐壓在2.5 to 6 kV之間的光電耦合元件，會採用另一種稱為矽圓頂（silicone dome）的架構。在此架構中，LED和感測器會放在包裝的兩側，LED會向側面的感測器發光。LED、感測器及兩者之間的空隙會用透明的矽氧樹脂圓頂包覆住。圓頂的作用類似反射鏡，會反射所有的雜散光，反射到感測器上，減少較長光通道造成的損耗。若是雙模設計，其矽圓頂（內模）及外殼（外模）之間會充填暗色的介電材質，而且有適當的热膨脹係數。

## 種類
| 元件形式                       | 光源              | 感測器種類                        | 速度     | 電流轉換比（CTR） |
| ------------------------------ | ----------------- | --------------------------------- | -------- | ----------------- |
| 電阻輸出式光隔離器 （Vactrol） | 電燈泡            | CdS或CdSe光敏电阻（LDR）          | 非常慢   | <100%             |
| 電阻輸出式光隔離器 （Vactrol） | 氖燈              | CdS或CdSe光敏电阻（LDR）          | 低       | <100%             |
| 電阻輸出式光隔離器 （Vactrol） | GaAs红外线LED     | CdS或CdSe光敏电阻（LDR）          | 低       | <100%             |
| 二極體輸出型光耦合器           | GaAs紅外線LED     | 矽光电二极管                      | 最高     | 0.1–0.2%          |
| 電晶體輸出型光耦合器           | GaAs紅外線LED     | 單一雙極電晶體型矽光電晶體        | 中等     | 2–120%            |
| 電晶體輸出型光耦合器           | GaAs紅外線LED     | 达灵顿晶体管型光電晶體            | 中等     | 100–600%          |
| 光耦合式SCR                    | GaAs紅外線LED     | 矽控整流子                        | 從低到中 | >100%             |
| 光耦合式TRIAC                  | GaAs紅外線LED     | TRIAC                             | 從低到中 | 非常高            |
| 固態繼電器                     | GaAs紅外線LED疊層 | 光二極體疊層驅動 一對MOSFET或IGBT | 從低到高 | 實務上沒有限制    |

- 電晶體耦合器：具有較高的換能效率，高耐壓性，低輸入驅動能力
- 高速積體電路輸出耦合器：它有提供高速集成光能力的接收元件，速度為1－10兆赫茲。
- 三端雙向可控矽耦合器：這種類型的耦合器主要用來控制AC載荷，例如發動機和螺線管。
- 線性耦合器：結構由紅外線LED，與紅外線接收二極體組成，其輸出為純電流訊號。輸入電流與輸出電流有線性關係比，在光電二極體未飽和前，為線性輸出特性。
- 光電繼電器SSR：又名固態繼電器或光電MOSFET，因為在一個輸出處裏裝配二顆MOSFET，在產品導通後，會與一般MOSFET相同，呈現電阻特性。

### 電阻輸出式光耦合器

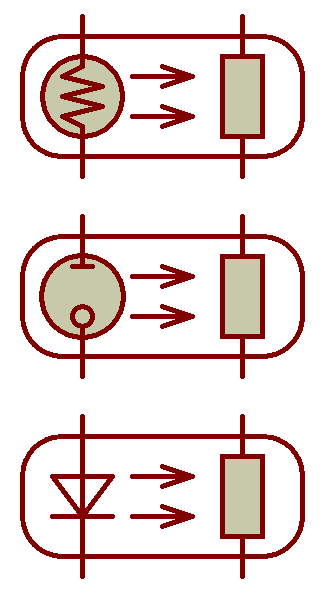
歐洲的電阻輸出式光耦合器圖示，從上到下分別是用電燈泡、氖燈及LED為光源

最早期的光耦合器出現在1960年代，是由微型電燈泡為光源，使用硫化镉（CdS）或硒化镉（CdSe）光電阻（也稱為光敏電阻，LDR）為接收器，即為電阻輸出式光耦合器。若在控制線性度不太重要的場合，或是可用電流太小，無法點亮電燈泡的情形（例如真空管放大器），會用氖燈代替電燈泡。這類設備（或者只是LDR）一般稱為Vactrols，是Vactec公司的商標。不過此商標已經屬於通用商標，但原始的Vactrols仍然由珀金埃尔默製造。
電燈泡的點亮及熄滅時間約需數百毫秒，因此電燈泡變成等效的低通滤波器及整流器但也限制了頻率超過幾赫兹以上的應用。發光二極管（LED）在1968年–1970年引入，製造商將電燈泡及氖燈改成LED，反應時間降到5ms，而且調變頻率可以高到 250 Hz.。Vactrol此一商品也包括LED基礎的零件，在2010年仍有小量的生產。
光電耦合元件中的光電阻是靠一層半导体均勻薄膜上的體效應，沒有p-n結。光感測器及光電阻器都是非極性元件，適用於交流及直流電路。其電阻降和入射光的強度成反比，從本質上接近無限大，到小於100歐姆的殘餘電阻。這些性質讓最早的Vactrol變成一個可用在電信網路的动态范围压缩及自動增益控制元件，既便宜及方便。光電阻的耐壓可以到400 volts,，因此是驅動真空荧光显示器的理想元件。其他工業化應用包括复印机、工業自动化技术、專業測光設備以及曝光量測的曝光量測計。這些應用大部份都已經過時，不過電阻輸出式光耦合器在音響上仍有其優勢，特別是在吉他音箱市場中。
1960年代美國的吉他及風琴製造商用電阻輸出式光耦合器作為便宜及方便的震音調製器。芬達樂器公司早期的震音效果是用兩個真空管，在1964年後一個真空管就被由光敏電阻及氖燈組成的光耦合器取代了。至今透過踏下效果器踏板而啟動的Vactrols在音樂產業中無所不在。缺乏真正的PerkinElmer Vactrols迫使DIY吉他社群開始自製電阻輸出式光耦合器。到目前為主，吉他手喜歡光耦合器的效果，因為電路架構分離了音源地及控制地的信號，因此「有本質上高品質的聲音」，不過光耦合器在及線性電平位準的失真仍比專業的電耦合式壓控放大器要大。而且這類光耦合器的性能會進一步的被因為光記憶（light history，镉化合物本質上會有的記憶效應）造成的電阻緩慢波動而影響。這類波動需數個小時才會穩定下來，而且只能被控制電路中的反馈抵消部份的影響。

### 光二極體輸出型光耦合器

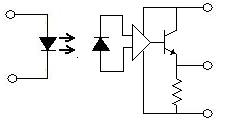
快速的光二極體輸出型光耦合器，配合輸出端的放大器電路

光二極體輸出型光耦合器利用LED為光源，矽的光电二极管為感測器。若光二極體被外部電壓源逆向偏壓，入射光會減少二極體上的負向電流。二極體本身不會產生能量，而是調變由外部來源提供的能量。這種運作方式稱為「光導模式」（photoconductive mode）。相對的，若沒有外部的偏壓，二極體會轉換光能為电势能，將電壓差最多有0.7 V的端子充電。充電的速度和入射光的強度成正比。可以透過外部的高阻阻路徑排出電荷來獲得能量，電流轉換比例可以高到0.2%，此模式稱為「光伏模式」（photovoltaic mode）。
最快的光耦合器是使用在光導模式下的PIN二極體，其反應時間是在奈秒以下，整體的系統速度會受限於LED輸出及偏壓電路，為了要減少其延遲，高速的數位光耦合器會將LED驅動電路以及輸出放大器整合到其光耦合器，以讓速度最佳化。這類設備稱為全邏輯光耦合器，其LED、感測器及相關驅動電路及數位邏輯電路都封裝在一個包裝內。惠普在1970年代末推出的6N137/HPCL2601系列都有內部的輸出放大器，其通訊速度可以到10 MBd。這也成為當時的產業標準，一直到後來從惠普分家的安捷倫科技，在2002年導入 50 MBd的元件7723/0723系列，才超越此一標準，其中包括CMOS的LED驅動器以及CMOS 缓冲放大器，需要二組獨立的5V電源。
光二極體輸出型光耦合器可以用做類比信號的介面電路，不過二極體的電流電壓非線性特性會造成振幅變形。Burr-Brown公司導入了一種特殊的類比光耦合器，用二個相同的光二極體及輸入端的運算放大器來補償二極體的非線性。其中一顆光二極體放在放大器的回授路徑上，因此可以維持固定的電流轉換比，不會受到光二極體的非線性影響。
在2011年6月3日有廠商提出了新的類比光耦合器概念，概念的組態包括二部份，一部份的電路負責轉換信號，另一組則負責產生負回授，以確保輸出信號和輸入的相同。提出的類比隔離器在大範圍的工作電壓及頻率下都是線性的。不過線性的電阻輸出式光耦合器以前就已使用此一概念，例如IL300。
利用MOSFET製成的固態繼電器開關一般會配合一個二極體輸出型光耦合器來驅動開關。MOSFET的閘極需要相對較小的電荷來使其開啟，且其穩態的漏電流較小。光伏模式的二極體輸出型光耦合器可以在短時間內產生導通的電荷來使其開啟，但其輸出電壓比MOSFET阈值电压要小很多。為了使輸出電壓大於阈值电压，固態繼電器會將最多13個光二極體串聯，以產生需要的電壓

### 光電晶體輸出型光耦合器
光電晶體在本質上就比光二極體要慢。最早期且速度最慢的是4N35光耦合器，在100 Ohm負載下，上昇及下降時間需5微秒，但仍相當常用，其頻寬無法超過10 kHz，10 kHz就可以應用在像腦電圖或是脈衝寬度調變馬達控.的應用。像1983年原始的MIDI規格就建議用像PC-900或6N138光耦合器，讓數位資料的傳輸速度可以到數十kps。為了達到最快的速度，光電晶體需要適合的偏置及提供適當的負載，例如4N28在最佳偏置下可以運作到50 kHz，但一般情形只有4 kHz。
設計光電晶體輸出型光耦合器的電路需要針對常見電子元件參數的大幅波動預留足夠的裕度。有些參數的波動是破壞性的，例如若直流-直流轉換器回授電路中的光耦合器其传递函数變化，而且產生寄生振盪，或是光耦合器有未預期的延遲，會造成H桥中某一腳的短路，供應商的資料表只列出關鍵參數的最壞情形數值。實際的元件常會以一些不可預測的方式，讓情形比資料表中的最壞情形更差鮑伯·皮斯發現某一些4N28的電流轉換器可以從15%變化到超過100%，資料表只列出其最小值10%。電晶體双极性晶体管的beta可能從300變化到3000，因此頻寬變化為10:1。
利用场效应管（FET）為感測器的光耦合器較少見，像vactrol一様，若FET的跨壓沒有超過數百 mV時，可以用來作遠端控制的類比電位器。光學的FET在導通時不需注入電荷到輸出電路中，特別適用在取樣保持電路中

### 雙向光耦合器
目前提到所有的光耦合器都是單向的，光學通道是單向的，信號從光源（LED）傳到感測器。感測器可能是光電阻器、光二極體或是光電晶體，但都不能發射光線。但LED和其他的光電二極體一様可以偵測入射的光，因此在概念上可以用一組LED作雙向的光耦合器。最簡單的雙向光耦合器只是一組彼此相對的LED，再用熱縮套管包覆在一起，若是需要，LED之間的間隙可以用光導纖維來延伸。
可见光LED的轉換效率較差，一般雙向設備一般會用近红外线的GaAs、GaAs:Si及砷化鋁鎵LED。用GaAs:Si的LED所製的雙向光耦合器，不論運作在光电二极管的光伏（photovoltaic）模式或是光導（photoconductive）模式下，電流轉換效率都只有0.06%，比用光二極體的單向光耦合器要差，但已經符合實際的應用需求。

## 應用
光電耦合元件廣泛用於電氣絕緣、電平轉換、級間耦合、驅動電路、開關電路、斬波器、多諧振盪器、信號隔離、級間隔離、數位儀錶、遠距離信號傳輸（工業通訊）、脈衝放大、固態繼電器（SSR）、儀器儀錶、通信設備及微機電介面中。
在單片開關電源中，利用線性光耦合器可構成光耦回饋電路，通過調節控制端電流來改變占空比，達到精密穩壓目的。

## 組態種類
一般來說，光電耦合元件是封閉配對的配置，也就是在在一個不透明的封裝內有光發射器及光感測器面對面擺放。
有些光電耦合元件是「槽型耦合元件-中斷器」的組態，光電耦合元件在發射器及感測器之間有開槽，而且可以影響其信號。這類的光電耦合元件適用在物體偵測，振動偵測，以及無彈跳的切換。
有些光電耦合元件是「反射對」的組態，其中有一個光源會發射光，另一個接收源，但是是接收由其他物體反射的光。反射式的光電耦合元件適用在轉速表、運動偵測器以及反射監視器。
後面兩種也稱為「光感測器」（optosensors）。

## 參看
- 光電
- 電流隔離
- 有類似耦合/隔離機能的元件
  - 微机电系统
  - 电容耦合元件
  - 巨磁阻效应
  - 變壓器式隔離元件

## 腳註
1. ↑  也有些圖示會省略中間的阻隔介質，用有方向性的箭頭表示信號流動方向
2. ↑  依照Basso and by Mims, p. 100中的概念圖。真正的LED及感測器會小很多
3. ↑  變壓器可以有任意多組的線圈，任何一組都可以作為一次繞組，將能量傳送到公共磁蕊（英语：magnetic core），或是二次繞組，將能量從磁蕊轉換回電路中
4. ↑  輸入側的電路需搭配光電耦合元件的LED電路，輸出側的電路需搭配光電耦合元件的感測器電路，但輸入側電路和輸出側電路不需互相搭配
5. ↑  可以看Horowitz and Hill的597頁，其中有一個擴充的光電耦合元件列表，列出其電氣符號以及典型的應用
6. ↑  電流轉換比（CTR）是感測器輸出電流和光源端輸入電流之間的比例
7. ↑  經過光電阻器的電流和電阻兩端的電壓成正比，理論上可以超過輸入電流的100%，但實務上因為焦耳定律發熱產生的耗散，會使電流轉換比小於100%
8. ↑  低價的固態繼電器會有數十微秒的切換時間。現代的高速固態繼電器（例如Avago的ASSR-300）切換時間小於70奈秒
9. ↑  依照美国专利及商标局所述，1969年註冊，針對「配合光源的光電池」的商標已經失效(USPTO database record serial number 72318344 （页面存档备份，存于）. Retrieved November 5, 2010)。1993年此商標有再冊，內容是「作為醫用吸引导管組件的外科管连接器」目前仍有效，是由Mallinckrodt公司擁有此商標(USPTO database record serial number 74381130 （页面存档备份，存于）. Retrieved November 5, 2010).
10. ↑  Vactec已被國防承包商EG&G（英语：EG&G）（Edgerton, Germeshausen, and Grier, Inc.）在1983年收購。1999年EG&G收購以前獨立的PerkinElmer。凯雷集团的一個子公司Silonex也有其電阻輸出式光耦合器Audiohm Optocouplers
11. ↑  安捷倫科技的半導體部門，自2005年起分離為一個獨立的公司Avago Technologies
12. ↑  例外：第三代及第四代GaAsP（英语：gallium arsenide phosphide）光二極體可以發光Mims, p. 102.
13. ↑  "Even the garden variety signal diodes you use in circuits have a small photovoltaic effect. There are amusing stories of bizarre circuit behavior finally traced to this." - Horowitz and Hill McCoulny, p. 184.

## 來源
- Alexander Jaus (2005). Navigating the Regulatory Maze with Optocouplers. Power Electronics Technology, May 2005, pp. 48–52.
- Christophe Basso (2009). Dealing with Low-Current Optocouplers. Energy Efficiency and Technology, September 1, 2009. Retrieved November 2, 2010.
- Dan I. Porat, Arpad Barna (1979). Introduction to digital techniques. Wiley. ISBN 0-471-02924-6.
- E. Fred Schubert (2006). Light-emitting diodes. Cambridge University Press. ISBN 0-521-86538-7.
- Elya B. Joffe, Kai-Sang Lock (2010). Grounds for Grounding: A Circuit to System Handbook. Wiley-IEEE. ISBN 0-471-66008-6.
- Forrest M. Mims (2000). Mims Circuit Scrapbook (volume 2). Newnes. ISBN 1-878707-49-3.
- Geoffrey Bottrill, Derek Cheyne, G. Vijayaraghavan (2005). Practical electrical equipment and installations in hazardous areas. Newnes. ISBN 0-7506-6398-7.
- Gerald Weber (1997). Tube Amp Talk for the Guitarist and Tech. Hal Leonard Corporation. ISBN 0-9641060-1-9.* Herbert F. Mataré (1978). Light-Emitting Devices, Part II: Device Design and Applications. Advances in electronics and electron physics, Volume 45 (1978), ISBN 0-12-014645-2, pp. 40–200.
- Jeremy Seah Eng Lee, Alexander Jaus, Patrick Sullivan, Chua Teck Bee (2005). Building a Safe and Robust Industrial System with Avago Technologies Optocouplers （页面存档备份，存于）. Avago Technologies. Retrieved November 2, 2010.
- Nicholas Collins (2009). Handmade Electronic Music: The Art of Hardware Hacking. Taylor & Francis. ISBN 0-415-99873-5.
- Paul Horowitz, Winfield Hill (2006). The Art of Electronics. Cambridge University Press. ISBN 0-521-37095-7.
- PerkinElmer (2001). Photoconductive Cells and Analog Optoisolators (Vactrols) （页面存档备份，存于）. Retrieved November 2, 2010.
- Peter Hasse (2000). Overvoltage protection of low voltage systems. IET. ISBN 0-85296-781-0.
- Rudolf F. Graf (1999). Modern diionary of electronics. Newnes. ISBN 0-7506-9866-7.
- S. Ananthi (2006). A text book of medical instruments. New Age International. ISBN 81-224-1572-5.
- Stuart R. Ball (2004). Analog interfacing to embedded microprocessor systems. Elsevier. ISBN 0-7506-7723-6.
- Vishay Semiconductors (2008). Application Note 56. Solid State Relays. June 4, 2008. Retrieved November 5, 2010.

## 外部連結
- Optocouplers: When and how to use them（PDF）